# 李斯昇
李斯昇（?—?），贵州施秉人，清朝政治人物、同進士出身。
乾隆四年（1739年）己未科進士，三甲二百三十五名，后官河南確山縣知縣。